# Операција Таненбаум (Швајцарска)
Операција Таненбаум је био немачки кодни назив за планирану али никад спроведену заједничку немачко-француску инвазију на Швајцарску током Другог светског рата.

## Операција
Под појмом Операција Таненбаум се подразумева низ планираних напада за изненадно заједничко заузимање Швајцарске од стране Немачке и Француске, које је Ото Вилхелм фон Менгес добио на задатак након немачко-француског примирја у Компјењу на дан 24. јуна 1940. године.
Планирано је да при спровођењу напада италијанске трупе истовременим нападом са југа дају подршку. Са њима би око 31. јула 1940. године била утврђена приближна линија која би делила Швајцарску. Та линија би ишла од Сен Мориса преко вододелнице Аре-Рона онда ка Тедију и Ретикону, да би се завршила на Мутлеру.
Фон Менгес је до 12. августа 1940. године завршио трећу ажурирану верзију плана операције за генералштаб немачке војске. Фон Менгес је претпоставио да је швајцарску војску могуће победити тако да би повлачење у високе планине и организовани отпор (редуит) били немогући. При томе би Берн, Золотурн и Цирих (Оерликон) били брзо заузети и при заузимању неоштећени. Томе је придодао и: 
| „ | Потребно је заузети важне таче на железничким пругама и раскрсницама, као и многобројне мостове у неоштећеном стању, да би се земља искористила као област за прелазак свих транспорта за јужну Француску. | ” |

Операција Таненбаум никада није спроведена, јер је немачка војска била сконцентрисана на планирање и припрему могуће инвазије на Уједињено Краљевство и тиме није било на располагању довољно средстава да би се спровело заузимање Швајцарске. На дан 4. октобра 1940. године Вилхелм Ритер одредио је 18. и 21. немачку дивизију за Операцију Таненбаум.